# Bannikere, Shimoga
Bannikere là một làng thuộc tehsil Shimoga, huyện Shimoga, bang Karnataka, Ấn Độ.